# Apatophysis farsicola
Apatophysis farsicola är en skalbaggsart som beskrevs av Sama, Fallahzadeh, Rapuzzi, Fallahzadeh och Rapuzzi 2005. Apatophysis farsicola ingår i släktet Apatophysis och familjen långhorningar.
Artens utbredningsområde är Iran. Inga underarter finns listade i Catalogue of Life.